# ريان روبنز
ريان روبنز (بالإنجليزية: Ryan Robbins)‏ مواليد 26 نوفمبر 1971 في فكتوريا ، كولومبيا البريطانية، فيكتوريا، كندا، هو ممثل كندي بدأ مسيرته الفنية عام 1997.

## الأعمال

### أفلام
- سوبرنتشرل
- ستارغيت أتلانتس
- القتل

## روابط خارجية
- ريان روبنز على موقع IMDb (الإنجليزية)
- ريان روبنز على موقع ألو سيني (الفرنسية)
- ريان روبنز على موقع أول موفي (الإنجليزية)
- ريان روبنز على موقع قاعدة بيانات الأفلام السويدية (السويدية)
- ريان روبنز على موقع قاعدة بيانات الفيلم (الإنجليزية)
- ريان روبنز على موقع كينوبويسك (الروسية)